# Bildtidningen Signal
Bildtidningen Signal var namnet på den svenska editionen av den nazityska propagandatidskriften Signal som gavs ut 1940–1945 (1941–1945 på svenska) på som mest 20 språk samtidigt i hela Europa. Med tidskriften Life som modell för utformandet var Signal en tidning med rikt och högklassigt bildmaterial och artiklar om andra världskriget, ekonomi och den "nya ordningen" i Europa, men också om tysk kultur. 
Det allra sista numret av Signal, nr 6/45, finns bara i ett känt exemplar över huvud taget. Detta är på svenska och ägs av en okänd samlare.